# 阿明托雷·范范尼
阿明托雷·范范尼（義大利語：Amintore Fanfani，義大利語發音：[aˈmintore famˈfaːni]; 1908年2月6日—1999年11月20日） 意大利政治人物，曾五次出任总理，有意大利政治教父之稱。
范范尼五次担任总理职务，与乔瓦尼·乔利蒂担任总理的次数相同。

## 生平
范范尼出生在意大利王國托斯卡纳阿雷佐省的皮埃维圣斯特法诺(Pieve Santo Stefano)，1932年在意大利米兰天主教大学经济和商业学系毕业，他加入了意大利法西斯党支持社团主义思想的政权合作推广课程，发表了许多文章。“有一天”，他曾写道，“欧洲大陆将遵循意大利王國和納粹德国的意志组织成一个巨大的超国家区。这些地区将采取专制政府和他们的宪法和法西斯原则同步。”
他还在法西斯官方杂志发表种族主义文章《国防的种族》(意大利文: La difesa della razza)，1938年他签署了反犹太主义的宣言(意大利文: Manifesto della razza)。法律最终剥夺了意大利犹太人在政府、大学或工作中的任何位置。
他在米兰与朱塞佩·多塞蒂(Giuseppe Dossetti)和乔治奥·拉皮拉(Giorgio La Pira)成立了一个被称为“小教授”的组织，在修道院进行苦行活动，赤脚走路。在那里形成了战后天民党中的经济改革派。盟军攻入意大利王國本土，迫使意大利投降后，1943年9月8日该组织解散。在1945年4月意大利解放后，范范尼为逃避兵役逃往瑞士，在日内瓦和洛桑组织意大利难民教授大学课程。
1945年9月范范尼归国，当选新成立的意大利天主教民主党副书记，出任天民党宣传出版部负责人，1946年当选为参议员，翌年在阿尔契德·加斯贝利政府中，任劳工和社会保险部长，推行城乡复兴计划，他发明了“范范尼屋”项目，其中包括工人住房和组织非共产党劳工联合会计划。担任农业部长(1948 - 1950)和内政部长(1951 - 1953)时，进行土地改革计划。
德·加斯贝利1953年退休后，范范尼成为预期的继任者，1954年1月18日第一次组阁只持续了21天，2月10日因未能赢得议会兩院的信任動議而倒台。
1954年7月当选为天民党书记，天民党在1958年的大选中再次获胜，7月他再次组阁，其政策主张温和的社会改革和大量增加教育经费。作为总理兼外交部长，他曾出访许多国家，并使意大利1958年10月入选联合国安理会非常任理事国，他的政策遭到天民党右翼的攻击，于1959年1月26日倒台。他也于2月1日辞去党书记职务。
法西斯主义政黨意大利社會運動黨的广泛活动引起公众的广泛反对之后，1960年7月范范尼第三次出任总理，1962年他為争取意大利社会党(PSI)的支持，改组政府，把电力国有化，权利下放和国有经济，1963年辭職，其後社會黨正式加入阿尔多·莫罗的政府，開始天民黨和社會黨近三十年的合作。
1964年范范尼竞选总统失败，1965年担任阿尔多·莫罗政府的外交部长，大力支持欧洲经济共同体(EEC)，同年9月21日担任联合国大会主席，为教皇保罗六世的访问做准备，12月因过早透露他为越南领袖胡志明向美国的和平倡议而辞去外长职务。但不久又复职，任职到1968年5月。同年当选为参议院议长。
1971年，他再次竞选党内总统候选人，但在无记名投票中，相当多的党内同事未能支持他。为安慰他，1972年3月10日他被推选为参议院终身参议员，是宪法规定的五人之一。1973年第二次当选为天民党书记，他领导了一场全民公投运动，修改法律，允许离婚。但离婚公投的失败引发他在1975年辞去天民党书记职务。1976年回到参议院任议长，他的愿望是成为共和国的总统，但始终未能获得党内提名选举团的足够支持。1978年乔瓦尼·利昂纳辞职后，曾暂代总统职务。
1982至1983年范范尼再任总理，1985至1987年他再次任参议院议长，社會黨總理克拉克西辭職後，1987年4月至7月任代总理，1987年7月至1989年7月任内政部长，1994至1996年任参议院外交事务委员会主席。
1999年11月20日，在罗马去世。
范范尼1971年因促进欧洲联合而获得施特雷·泽曼奖，1977年获得日本鹿岛和平奖。
他同意大利垄断资本集团關係密切，主张加速欧洲统一，开展东西方对话，发展与地中海和第三世界国家的关系。
1975年12月和1985年曾两次访问中国，著有多部著作，有的已经翻译成多国文字。其中有《资本主义的起源》、《资本主义形成过程中的天主教和新教》、《亚当·斯密的理论和今日之危机》、《天民党和80年代的转折》等。

## 范范尼第四届政府（1962年3月21日—1963年6月21日）
天主教民主党在众议院中占272席、社会民主党18席、共和党6席，1962年3月组成中左翼联合政府，天民党在24个部长职位中占19个——包括总理在内。下面是新政府人员正式名单：
- 总理——阿明托雷·范范尼，
- 副总理——阿蒂略·皮阿齐尼，
- 负责议会联络不管部长——科达契·皮齐奥尼，
- 负责行政改革不管部长——朱塞佩·麦迪契，
- 负责意大利南部事务不管部长——朱利奥·帕斯托雷，
- 外交部长——安东尼奥·塞尼，
- 内政部长——保罗·埃米利奥·塔维亚尼，
- 司法部长——贾钦托·博斯科，
- 预算部长——雨果·马尔法（共和党），
- 财政部长——朱塞佩·特拉布契，
- 国库部长——罗伯托·屈麦龙尼（社会民主党），
- 国防部长——朱利奥·安德烈奥蒂，
- 教育部长——路易吉·吉伊，
- 公共工程部长——菲奥兰蒂诺·苏洛，
- 农林部长——马里亚诺·鲁莫尔，
- 运输部长——贝尔纳多·马塔雷拉，
- 邮电部长——洛兰佐·斯帕利诺，
- 工商部长——埃米利奥·科隆博，
- 劳工和社会治安部长——维尔季尼奥·贝尔蒂内利（社会民主党），
- 对外贸易部长——路易吉·普雷蒂（社会民主党），
- 商航部长——契诺·马克雷利（共和党），
- 国家投资部长——乔治·布奥，
- 卫生部长——拉斐勒·耶沃利诺，
- 旅行事业部长——阿尔伯托·福耳契。[7]

## 延伸阅读
- 朱利奥·安德烈奥蒂, De Gasperi e il suo tempo, Milan, Mondadori, 1956.
- Amintore Fanfani, Catholicism, Protestantism, and Capitalism, reprint, Norfolk: IHS Press, 2003.
- 尼科·佩罗内, Il segno della DC, Bari, Dedalo, 2002, ISBN 88-220-6253-1.
- Luciano Radi, La Dc da De Gasperi a Fanfani, Soveria Manelli, Rubbettino, 2005.